# رادوسلاوا ماورودیوا
رادوسلاوا ماورودیوا (بلغاری: Радослава Мавродиева-Янкова؛ زادهٔ ۱۳ مارس ۱۹۸۷) ورزشکار دو و میدانی اهل بلغارستان است.
وی در مسابقات کشوری و بین‌المللی در مجموع برندهٔ ۱ مدال طلا، ۱ مدال نقره و ۱ مدال برنز شده‌است.